# 吳碧珠
吳碧珠（1949年12月22日—），中華民國政治人物，中國國民黨籍，曾連任九屆臺北市議會議員。自1994年當選副議長後於1998年當選議長，並連任五屆，直到2018年放棄連任為止。其為中華民國首位女性直轄市議長，亦是自1946年省轄臺北市參議會創建以來任期最長的議長。

## 生平
吳碧珠出身於臺北市士林區地方望族，其父吳錫輝曾任陽明信用合作社理事主席多年，並曾擔任臺北縣士林鎮鎮民代表、陽明山管理處商會理事長，又為陽明山瓦斯公司與光華戲院重要股東。龐大的地方人脈，使吳碧珠於1981年以無黨籍身分當選第四屆臺北市議員。1994年當選副議長，並自1998年起連任五屆議長。
當選市議員後在關中引薦下加入中國國民黨，並參加臺北市議會中趙少康、郁慕明、劉樹錚、蔣乃辛、潘維剛、于秉溪、張忠民、陳世昌等人所組成的十人小組，熟習議事運作及技巧。
作為2016年习洪会代表團員之一，陪同時任中國國民黨主席洪秀柱在人民大会堂和中共中央總書記习近平進行會晤。

## 選舉紀錄
| 年度 | 選舉屆數               | 選舉區           | 所屬政黨   | 得票數 | 得票率 | 當選標記   | 備註 |
| ---- | ---------------------- | ---------------- | ---------- | ------ | ------ | ---------- | ---- |
| 1981 | 第四屆臺北市議員選舉   | 臺北市第一選舉區 | 無黨籍     | 14,397 | 6.91%  |            |      |
| 1985 | 第五屆臺北市議員選舉   | 臺北市第一選舉區 | 中國國民黨 | 13,840 | 4.01%  |            |      |
| 1989 | 第六屆臺北市議員選舉   | 臺北市第一選舉區 | 中國國民黨 | 19,394 | 6.88%  |            |      |
| 1994 | 第七屆臺北市議員選舉   | 臺北市第一選舉區 | 中國國民黨 | 15,708 | 5.38%  | 選舉區重劃 |      |
| 1998 | 第八屆臺北市議員選舉   | 臺北市第一選舉區 | 中國國民黨 | 27,844 | 9.08%  |            |      |
| 2002 | 第九屆臺北市議員選舉   | 臺北市第一選舉區 | 中國國民黨 | 35,206 | 12.68% |            |      |
| 2006 | 第十屆臺北市議員選舉   | 臺北市第一選舉區 | 中國國民黨 | 25,122 | 9.43%  |            |      |
| 2010 | 第十一屆臺北市議員選舉 | 臺北市第一選舉區 | 中國國民黨 | 23,253 | 7.80%  |            |      |
| 2014 | 第十二屆臺北市議員選舉 | 臺北市第一選舉區 | 中國國民黨 | 24,030 | 7.86%  |            |      |

## 外部連結
- 维基共享资源上的相關多媒體資源：吳碧珠

| 議會席位      | 議會席位                                                                 | 議會席位      |
| ------------- | ------------------------------------------------------------------------ | ------------- |
| 臺北市議會    |                                                                          |               |
| 前任： 陳健治 | 臺北市議會議長 第八、九、十、十一、十二屆 1998年12月25日－2018年12月25日 | 繼任： 陳錦祥 |
| 前任： 陳烱松 | 臺北市議會副議長 第七屆 1994年12月25日－1998年12月25日                   | 繼任： 費鴻泰 |